# Yuki Takabayashi
Yuki Takabayashi (高林 佑樹 Takabayashi Yuki?, nacido el 22 de mayo de 1980 en Shizuoka) es un exfutbolista japonés. Jugaba de centrocampista y su último club fue el TDK de Japón.

## Trayectoria

### Clubes
| Club              | País  | Año         |
| ----------------- | ----- | ----------- |
| Shimizu S-Pulse   | Japón | 2003 - 2004 |
| Sagan Tosu        | Japón | 2005        |
| Montedio Yamagata | Japón | 2006        |
| TDK               | Japón | 2007 - 2008 |